# Angry Birds Trilogy
Angry Birds Trilogy là sự kết hợp đặc biệt của bộ 3:Angry Birds Classic, Angry Birds Seasons, Angry Birds Rio của mobile và PC, tạo nên một phiên bản Angry Birds dành cho các máy console, phát hành vào năm 2013. Game đang được bán tại Amazon Store với giá 23,43 đô la và chỉ phát hành tại một số nước (Chưa phát hành tại VN).

## Levels

### Gói miễn phí

#### Angry Birds Classic
| STT | Tập           | Levels | Tính năng bổ sung                                                       |
| --- | ------------- | ------ | ----------------------------------------------------------------------- |
| 1   | Poached Eggs  | 63     |                                                                         |
| 2   | Mighty Hoax   | 42     | - New background and pigs. - Minor bug fixes                            |
| 3   | Danger Above  | 45     | - Introducing Hal. - New background.                                    |
| 4   | The Big Setup | 45     | - Introducing Terence                                                   |
| 5   | Ham'Em Dunk   | 48     | - New 3 Facebook Bonus levels. - Mighty Eagle is available for purchase |
| 6   | Mine and Dine | 45     |                                                                         |

#### Angry Birds Seasons
Miễn phí Seasons 2010 + 2011 (trừ Ham'o'ween và Wreck the Halls. Xem thêm: Angry Birds Seasons

#### Angry Birds Rio
Miễn phí phần 1. Xem thêm: Angry Birds Rio

### Gói cao cấp 1 (Anger Management Pack)
Giá hiện tại: Chưa biết

#### Angry Birds Classic
Miễn phí episode Birdday Party vào sinh nhật lần thứ hai của game

#### Angry Birds Seasons
Miễn phí Seasons 2011 + 2012 (trừ Back to School, Winter Wonderland and Haunted Hogs)

### Gói cao cấp 2 (Fowl Tempered Pack)

#### Angry Birds Classic
| STT | Tập           | Levels | Tính năng bổ sung         |
| --- | ------------- | ------ | ------------------------- |
| 1   | Bad Piggies   | 45     | Quảng bá game Bad Piggies |
| 2   | Surf and Turf | 45     |                           |

#### Angry Birds Seasons
Miễn phí toàn tập Seasons 2012